# Concours international de caricatures sur l'Holocauste
Cette page contient des caractères spéciaux ou non latins. S’ils s’affichent mal (▯, ?, etc.), consultez la page d’aide Unicode.

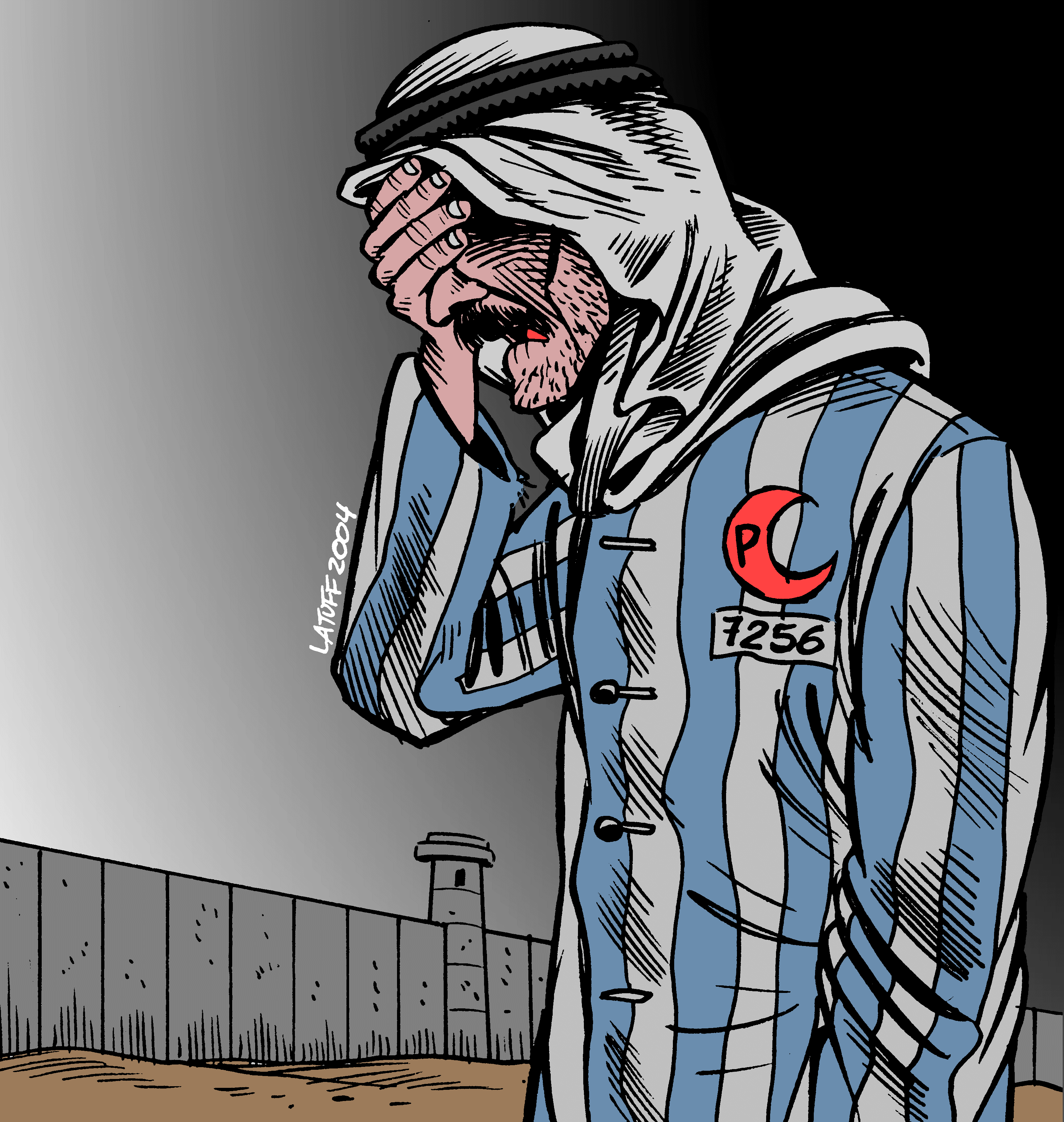
Le dessin de Carlos Latuff, gagnant de la seconde place en 2006.

Le concours international de caricatures sur l’Holocauste (International Holocaust cartoon contest) est un évènement organisé en 2006 en Iran par le journal Hamshahri, et présenté comme une riposte à la publication au Danemark de caricatures de Mahomet (dans une publication au tirage de 30 000 exemplaires). Une seconde édition organisée par la Maison de la bande dessinée iranienne (en) a lieu en 2016, elle aussi récompensée par des premiers prix.
Ces concours sont critiqués par la communauté internationale.

## Histoire

### Première édition iranienne

#### Motivation
Les organisateurs du concours soulignent leurs motivations sur leur site internet. Le concours qu’ils ont organisé serait, selon eux, destiné à répondre à des questions que se poseraient certaines personnes dans le monde à propos de l’Holocauste, et « trouver les limites de la liberté d'expression chez les Occidentaux ». Ils comparent également la situation des peuples irakien, palestinien et afghan à l’Holocauste subi par les Juifs. Ils affirment également ne pas être révisionnistes, antisémites ou xénophobes et rappellent que l’Holocauste a bien eu lieu, alors que le président Ahmadinejad avait précédemment fait une série de déclarations remettant en question le massacre de millions de civils juifs par l'Allemagne nazie pendant la Seconde Guerre mondiale et appelant à la destruction génocidaire d'Israël,.

Les éditeurs du quotidien Hamshahri, co-organisateurs du concours, ont même lancé un défi aux médias occidentaux et ont exprimé ainsi leur position : 
« L’Occident étend-il la liberté d’expression aux crimes commis par les États-Unis et Israël, ou à un évènement comme l’Holocauste ? Ou est-ce que la liberté d’expression sert juste à insulter les personnages saints d’une religion ? »

#### Palmarès
Le palmarès du premier concours a été rendu public le 1er novembre 2006 à Téhéran. Sur 1 100 dessins envoyés de plus de 60 pays, le dessinateur marocain Abdollah Derkaoui a reçu le premier prix d'un montant de 12 000 $ US, équivalent de 9 400 euros, pour un dessin dressant un parallèle entre la situation concentrationnaire des Juifs durant la Seconde guerre mondiale et des Palestiniens réfugiés depuis la Nakba — la Shoah occultant le problème palestinien, motifs classiques du récit palestinien,. D'autres dessins ont reçu des récompenses dont des pièces d'or pour les « prix spéciaux ».

#### Dessins
Plusieurs dessins primés au concours avaient un caractère négationniste marqué : dans un dessin de la Française Chard, un décor de théâtre en forme de chambre à gaz et portant l’inscription « Mythe des chambres à gaz » est couché ; un Juif caricatural demande « Qui l’a mis par terre ? », et on lui répond « Faurisson », le négationniste français,. Un dessin de Maziyar Bizhani (en) montre un petit groupe de Juifs tournant en rond pour augmenter un compteur jusqu’à 6 millions en passant par une chambre qui ne leur fait aucun mal.

#### Polémiques
La dessinatrice française Chard, publiée notamment dans les journaux d'extrême-droite Rivarol et Présent, obtient le deuxième prix pour son dessin négationniste, ex-æquo avec le caricaturiste politique brésilien et pro-palestinien voire antisémite Carlos Latuff (voir dessin supra). Elle refuse ce deuxième prix, déclarant n’avoir jamais fait acte de candidature à ce concours. 
C’est également le cas pour le dessinateur australien Michael Leunig, qui se voit lui aussi obligé de démentir formellement cette participation. Il contacte le quotidien Hamshahri qui lui présente ses excuses, là encore pour ses fausses informations. L’Iranien Shahram Rezai a obtenu la troisième place, dotée de l’équivalent de 4 000 euros.
De manière générale, les dessins parvenus à ce concours ont exploité les veines classiques de la caricature antisémite et plus récentes de l'antisionisme, les deux pouvant être combinés : Juifs ou Israéliens représentés comme ultra-orthodoxes ou diabolisés sous la forme de vampires ou de Satan, et même par zoomorphisme d'animaux rampants, de vermine, de chauves-souris ou de chiens, représentation également du peuple déicide, accusation de « crime rituel » ou d'infanticide sur les Palestiniens, négation des chambres à gaz, révisionnisme, assimilation de l'étoile de David à la croix gammée, « exploitation » de la Shoah, « génocide » des Palestiniens, l'État d'Israël figuré comme corrupteur du monde ou ennemi de la paix mondiale, manipulateur des États-Unis ou du monde,,.

#### Réactions
Bien que plusieurs réformateurs iraniens aient déploré l'existence de ce concours, des journaux conservateurs tels que Kayhan et Jomhouri Eslami ont salué la décision du journal Hamshahri  pour l'organisation du concours et certains de leurs dessinateurs s'y sont inscrits. Parallèlement, l'exposition n'a pas semblé susciter de notables réactions dans la société iranienne et ses media.
Plusieurs personnalités publiques étrangères, y compris le département d'État des États-Unis, le ministère israélien des Affaires étrangères ou le secrétaire général des Nations Unies, Kofi Annan, ont fortement critiqué le principe de ce concours.
Le concours de caricatures sur l'Holocauste donne lieu à l’exposition de 204 œuvres venues du monde entier au musée d’Art contemporain de Téhéran. Des élèves des écoles publiques iraniennes ont été accompagnés par leurs professeurs pour visiter l'exposition du musée qui se trouve à côté de l'ambassade palestinienne — qui était la mission diplomatique israélienne avant la révolution islamique de 1979.
Le conservateur de l'exposition, Masoud Shojai, a déclaré que le concours serait un événement annuel et continuerait jusqu'à la destruction d'Israël,.

### Concours israélien
En réaction, un concours israélien de dessins antisémites (en hébreu : תחרות קריקטורות אנטישמיות ישראלית) est lancé sur un site web artistique en février 2006 par deux artistes israéliens, le scénariste idéologue Eyal Sussman (he) et l'illustrateur Amitai Sandy (de) qui se positionnent à l'extrême gauche politique et déclarent : « Nous montrerons au monde que nous pouvons faire les meilleurs dessins de haine des Juifs, les plus pointus et les plus offensifs jamais publiés ». Abondamment interviewé, il précise que son intention est de « combattre le feu avec humour » en tant qu'« antisémite casher »,,.
Là aussi, il est dit que les premiers prix remporteront des récompenses dont « un grand pain azyme cuit avec le sang d'enfants chrétiens ». Le jury du concours comprend le caricaturiste américain Art Spiegelmann travaillant de longue date pour le « New Yorker » et Prix Pulitzer, la réalisatrice Edna Shavit (en) , le poète Meir Wieseltier (en), le dessinateur Amos Biderman (he), le créateur de bandes dessinées Uri Fink (en) ou l'historienne américaine du négationnisme Deborah Lipstadt — laquelle est revenue, elle aussi, sur sa participation, craignant que les médias du monde arabe n'utilisent ces dessins pour leur propagande.
Les réactions juives ou de philosémites sont globalement favorables à cette démarche d'autodérision, sauf notamment l'Anti-Defamation League du B'nai B'rith ou une minorité de chrétiens américains pro-israéliens la considérant dangereuse car de vrais antisémites pourraient utiliser ce support pour leur propagande anti-juive,. Parallèlement, si les correspondants non-juifs ont également complimenté cette initiative, ils ont déclaré ne pas se sentir à l'aise pour participer au concours, ce qui a conduit à la décision de limiter le concours aux seuls participants juifs et de le concentrer sur l'auto-humour juif.
Cent-cinquante participants du monde entier ont envoyé leur dessin mais les organisateurs ont signalé leur grande déception pour le piètre niveau graphique des documents soumis à leur concours. Les récompenses financières issues de dons ont finalement été envoyées à des associations pour les Droits de l'homme et pour des victimes au Darfour. Le gagnant de ce concours israélien est l'Américain Aaron Katz pour un dessin intitulé Fiddler on the Roof représentant un violoniste juif avec perruque et chapeau jouant de son instrument avec les tours jumelles du World Trade Center en feu en arrière-plan. Les deuxième et troisième places sont allées à l'Australien Ilan Tori et à l'Américain Andrei Feldstein.
L'exposition rassemblant les meilleurs dessins s'est tenue à la Galerie Artura à Jaffa.

### Deuxième édition iranienne
La deuxième édition du concours iranien de caricatures sur le thème de l'Holocauste est organisée en 2015 par la Maison de la bande dessinée iranienne afin de protester contre la Une de « Charlie Hebdo » montrant un Mahomet la larme à l'œil. Comme précédemment, des dessinateurs du monde entier sont invités à soumettre leurs dessins pour espérer gagner l'un des premiers prix, rapporte « The Tehran Times », un journal iranien en langue anglaise qui indique que les meilleurs travaux seront exposés au musée d’Art contemporain palestinien de Téhéran ainsi que dans d’autres lieux d’exposition de la ville. Les dessins sélectionnés sont exposés à partir du partir du 14 mai 2016.
L'UNESCO (Organisation des Nations unies pour l'éducation, la science et la culture) condamne ce nouveau concours iranien de caricatures sur l'Holocauste, précisant qu'il va à l'encontre des valeurs universelles et « ne peut que favoriser la haine et inciter à la violence, le racisme et la colère ».
Le président de la Feco (Federation of Cartoonists Organisation) présente un dessin à ce concours. Feco France, la section française considère qu'il s'agissait d'une injure à ses confrères assassinés et demande la démission du président. Des élections ont lieu, Feco France ne reçoit aucun bulletin de vote et le président démissionnaire se retrouve vice président sans avoir été candidat. La réaction de Feco France est de quitter la Feco et de créer sa propre organisation indépendante sous le nom de France-Cartoons.
Le 31 mai 2016, les lauréats de ce concours sont désignés : remportant le premier prix de 12 000 $ US, le dessinateur français Zeon, proche de Dieudonné et d'Alain Soral et arrêté en France en 2015 ; l'Indonésien Jitet Koestana (id) obtient le deuxième prix de 7 000 $ US tandis que l'Iranien Mahmud Nazari d'Iran remporte le troisième prix de 5 000 $ US. Comme lors de la précédente version, il existe aussi des « prix spéciaux » attribués à plusieurs candidats dont le lauréat belge, Luc Descheemaeker (O-sekoer), enseignant dans une école catholique de la ville flamande de Torhout, soutenu par son établissement et la municipalité qui se sont sentis très honorés qu'il ait remporté un prix à ce concours, et encensé dans la presse flamande ; finalement, il est nommé ambassadeur culturel de la ville de Torhout,,.